# Lubomyr Kobylczuk
Lubomyr Kobylczuk (ukr. Любомир Кобильчук, ur. 17 września 1980 w Wierchowinie) – ukraiński reżyser.
Z wykształcenia jest historykiem i archeologiem, ukończył studia na Uniwersytecie Czerniowieckim. Po studiach pracował w Niemczech i ukończył tam szkołę filmową.
Jest reżyserem pierwszego ukraińskiego dreszczowca "Sztolnia", którego premiera miała miejsce w 2006.